# Župnija Boštanj
Župnija Boštanj je rimskokatoliška teritorialna župnija Dekanije Trebnje Škofije Novo mesto.

## Sakralni objekti
| #  | Slika                     | Ime                                           | Kraj             |
| -- | ------------------------- | --------------------------------------------- | ---------------- |
| 1. | Klikni za spremembo slike | Cerkev Povišanja sv. Križa (župnijska cerkev) | Boštanj          |
| 2. | Klikni za spremembo slike | Cerkev sv. Ane                                | Vrh pri Boštanju |
| 3. | Klikni za spremembo slike | Cerkev sv. Mihaela                            | Kompolje         |
| 4. | Klikni za spremembo slike | Cerkev sv. Marije Magdalene                   | Lukovec          |
| 5. | Klikni za spremembo slike | Cerkev Marije Pomočnice                       | Šmarčna          |
| 6. | Klikni za spremembo slike | Cerkev Marijinega vnebovzetja                 | Vrh pri Boštanju |
| 7. | Klikni za spremembo slike | Cerkev Povišanja sv. Križa                    | Log              |
| 8. | Klikni za spremembo slike | Kapela sv. Miklavža                           | Boštanj          |

## Zgodovina
Prvotno je bil Boštanj v cerkvenopravnem oziru kuracija. Kot tak se omenja že leta 1296. Najprej so vsaj nekateri deli današnje župnije spadali pod Župnijo Laško. Nato je Boštanj pripadal Župniji Šentrupert. Nekatere okoliščine kažejo, da bi lahko nastanek pražupnije Šentrupert iskali že v sredini 11. stoletja.
V arhivskem gradivu se cerkev v Šentrupertu prvikrat omenja leta 1163. Iz prafare Šentrupert je nastalo 11 župnij, med njimi tudi Župnija Boštanj. V listini z dne 1. marca 1364 se prvikrat omenja podružnica šentrupertske župnije v Boštanju. V navedeni listini je Rudolf daroval župni cerkvi v Boštanju tudi več desetin v užitek, da bi mogel župnik vzdrževati še enega duhovnika, ki bi vsak teden bral eno sveto mašo v cerkvi svetega Nikolaja pod gradom.
Že leta 1503 je Boštanj imel potrjenega župnika, čeprav je formalno še spadal v okrilje Župnije Šentrupert. Župnija je bila ustanovljena leta 1509. K njej ob ustanovitvi še niso spadale nekatere podružnice in vasi. Te so bile pridružene v 17. stoletju. Leta 1756 je bil Boštanj za nekaj časa kot vikariat pridružen Župniji Loka pri Zidanem Mostu, ki je spadala v okvir nadduhovnije Laški trg. Čeprav je bil Boštanj v tistem času odvisen vikariat, se duhovniki vedno podpisujejo kot župniki, ki so že zgodaj imeli tudi kaplane.
Za župnijo je bil pomemben dogodek leta 1907, ko je ustanovljen salezijanski zavod na Radni. Salezijanci so veliko pomagali župnikom v Boštanju. Ko pa je leta 1947 boštanjski župnik Rudolf Urbič pustil upravo župnije, je bil za novega upravitelja imenovan Jože Pušnik, član salezijanske družbe. Nekaj mesecev je še bival na Radni, dokler ni skupaj z verniki pozidal med vojno požgano župnišče. Salezijanci so od takrat upravljali župnijo vse do leta 1996, ko so jo vrnili v upravo Ljubljanski nadškofiji in je bila del nje vse do 7. aprila 2006, ko je bila ustanovljena Škofija Novo mesto.